# Vallée de la Hunza
La vallée de la Hunza (en burushaski et ourdou : ہنزہ) est une vallée située dans la région autonome du Gilgit-Baltistan, au Pakistan. La vallée de la Hunza se trouve au nord-ouest de la rivière Hunza, à une altitude d'environ 2 500 m. Elle couvre une superficie de 7 900 km2.
Aliabad (en) est la principale ville de la vallée, alors que Baltit est une destination touristique populaire en raison des paysages spectaculaires offerts par les montagnes environnantes telles que le Bojahagur Duanasir (en), l'Ultar Sar (alias Bojahagur Duanasir II), le pic Ghenta, le pic Hunza, le pic Passu Sar, le Diran (en) et le Bubuli Motin, s'élevant toutes à plus de 6 000 m d'altitude.

## Géographie

### Situation, topographie

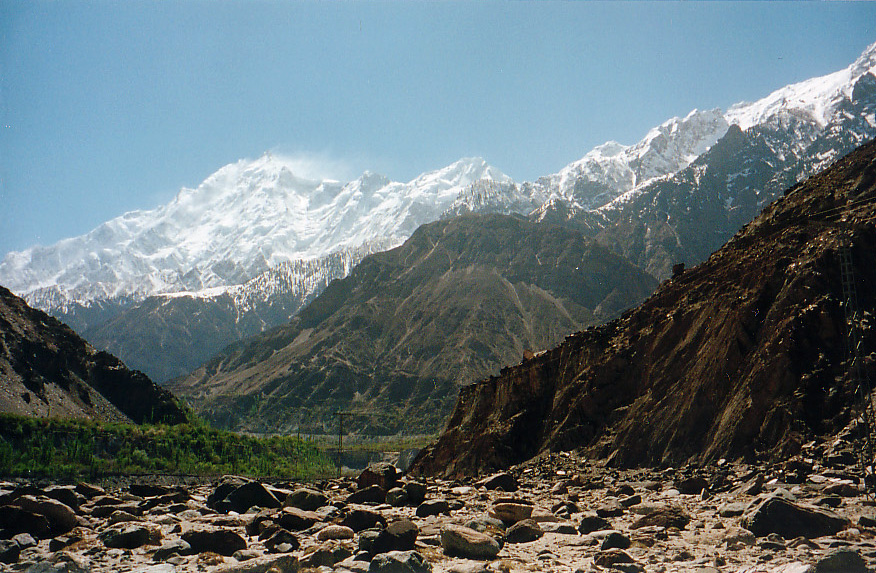
Vue du Rakaposhi (7788 m), depuis la vallée de Nagar.

Vue de la vallée de la Hunza depuis le nid d'Aigle avec le sommet du Rakaposhi (7778 m), le fort de Baltit, le fort de Altit, et la jonction avec la vallée de la rivière Nagar.

Plusieurs sommets de plus de 6 000 m s'élèvent de part et d'autre de la vallée de la Hunza : le Rakaposhi 7 788 m, l'Ultar Sar 7 388 m, le Bojahagur Duanasir II 7 329 m, le Ghenta Sar 7 090 m, le pic Hunza 6 270 m, le pic Darmyani 6 090 m et le Bubuli Motin 6 000 m.
La vallée de la Hunza comprend trois subdivisions géographiques.

#### Vallée de Gojal
La Hunza supérieure comprend les tehsil de la vallée de Gojal (en), dans le district de Hunza-Nagar. Les principales villes, villages et vallées affluentes de ce secteur sont :
- Gulmit (en) ;
- Shishket / Lac Shishket ;
- Passu (en) ;
- Sost ;
- Shimshal (en) ;
- Jamalabad (en) ;
- Gircha (en) ;
- Wakhi ;
- Ghulkin ;
- Hussaini (anciennement Sisoni/Ghusani) ;
- Borith ;
- Chiporsun (en) ;
- Ghalapan ;
- Ispenj ;
- Khudaabad ;
- Khunjareb Pass ;
- Khyber (en) ;
- Morkhoon ;
- Migar ;
- Misgar (en) ;
- Raminj ;
- Kirmin ;
- Reshit Khill ;
- Shersabz ;
- Shishkat (aujourd'hui Nazeemabad) ;
- Shitmerg ;
- Yarzerech ;
- Zoodkhoon.

#### Hunza inférieure
Le secteur de la Hunza inférieure recouvre une partie du tehsil d'Aliabad (en), dans le district de Hunza-Nagar. Les principales villes, villages et vallées affluentes de ce secteur sont :
- Nasirabad (en) ;
- Hussainabad (en) ;
- Khizerabad (en) ;
- Khanaabad : petit hameau situé dans les montagnes de la Hunza inférieure entre Mayoon et Nasirabad sur la route du Karakorum, au Pakistan. En 1902, huit familles de Nasirabad se rendent sur place (l'ancien nom du lieu était Jhok Das) et construisent un canal à l'aide de pierres à travers les montagnes. Le Mir de Hunza envoie 4 familles de la Hunza centrale s'installer sur place. Un siècle plus tard, la population du village est d'environ 1 850 habitants pour 280 foyers[réf. nécessaire] ;
- Mayoon (en).

#### Hunza centrale

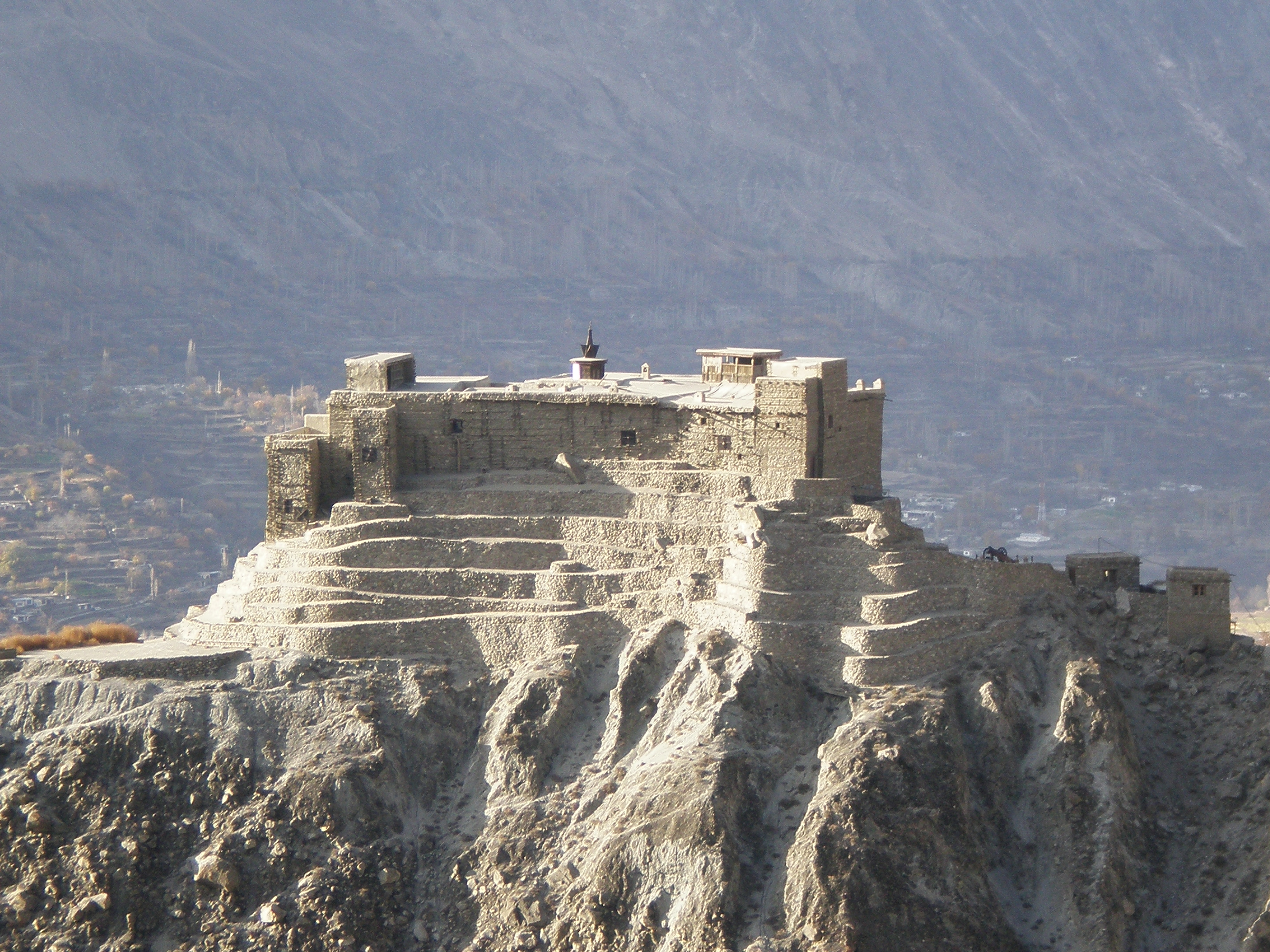
Le fort de Baltit, l'ancienne résidence des Mirs de Hunza.

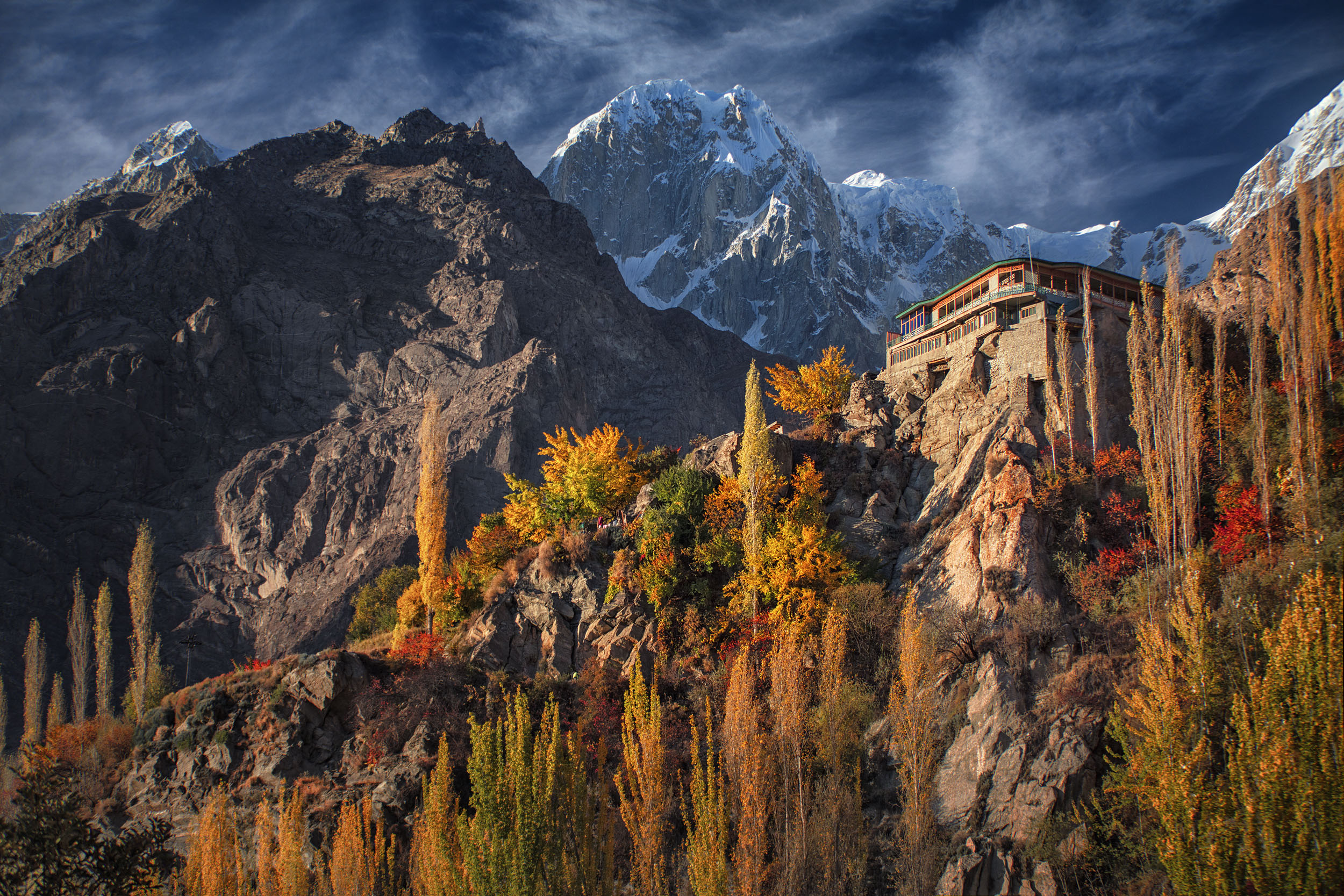
La vallée Altit avec le fort du même nom, dans la Hunza centrale.

La Hunza centrale recouvre une partie du tehsil d'Aliabad, dans le district de Hunza-Nagar. Les principales villes, villages et vallées affluentes sont :
- Aliabad (en) ;
- Dourkhan (en) ;
- Karimabad ;
- Altit ;
  - Fort Altit (en)
- Ahmedabad (en) ;
- Bouroushos ;
- Ganish (en) ;
- Garelt ;
- Hassanabad (en) ;
- Haiderabad ;
- Murtazaabad (en) ;
- Salmanabad.

Une tour de garde est située au cœur du village de Ganish, le fort de Baltit s'élève sur les hauteurs de Karimabad alors que le fort d'Altit se trouve un peu plus bas dans la vallée, sur un autre affleurement.

### Climat

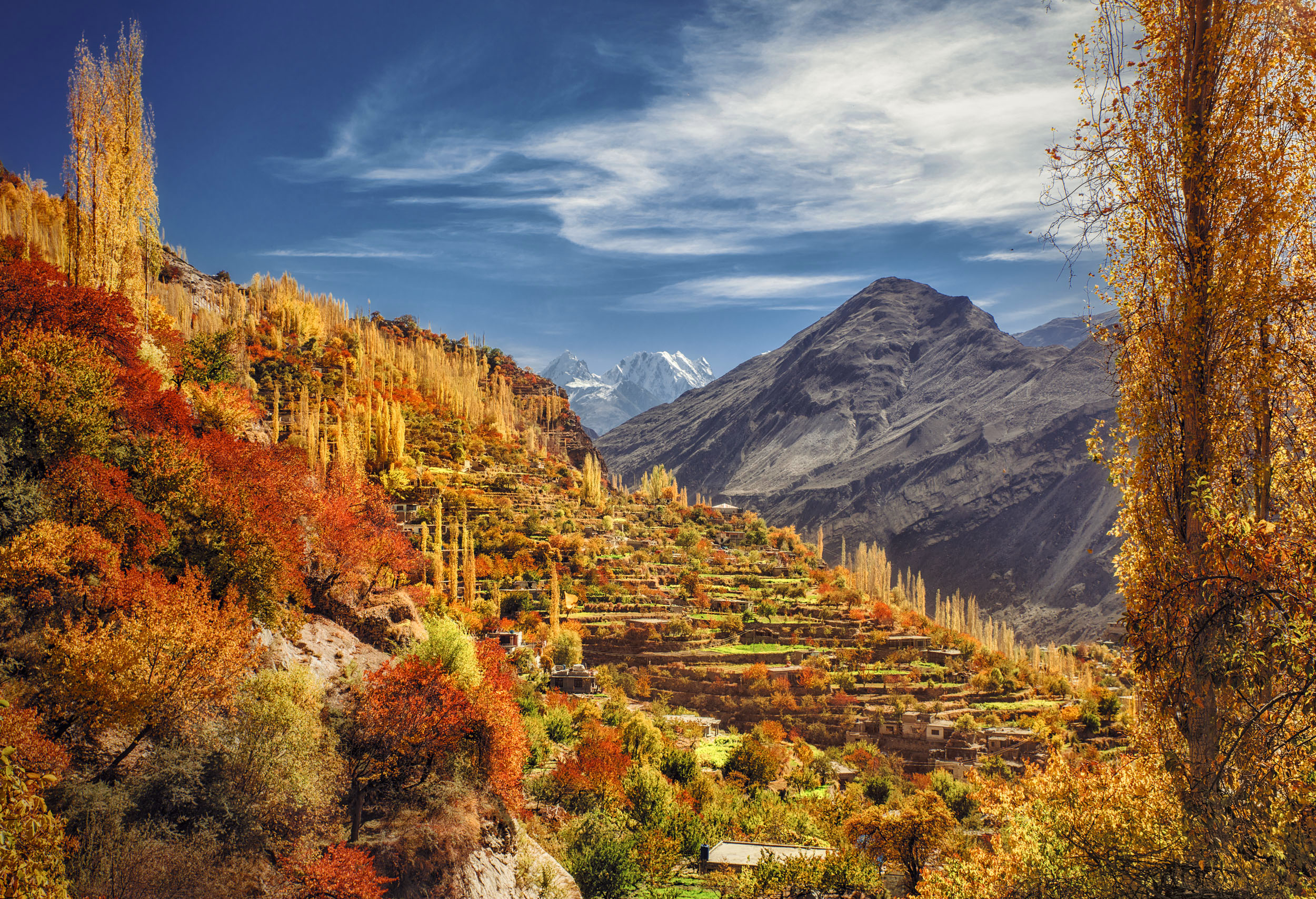
La vallée de la Hunza en automne.

Les températures en mai atteignent un maximum de 27 °C et un minimum de 14 °C. En octobre, les températures maximales sont de 10 °C et les températures minimales de −10 °C. La saison touristique dans la vallée s'étend de mai à octobre, l'hiver l'accès par la route du Karakorum étant bloqué par la neige.

## Histoire

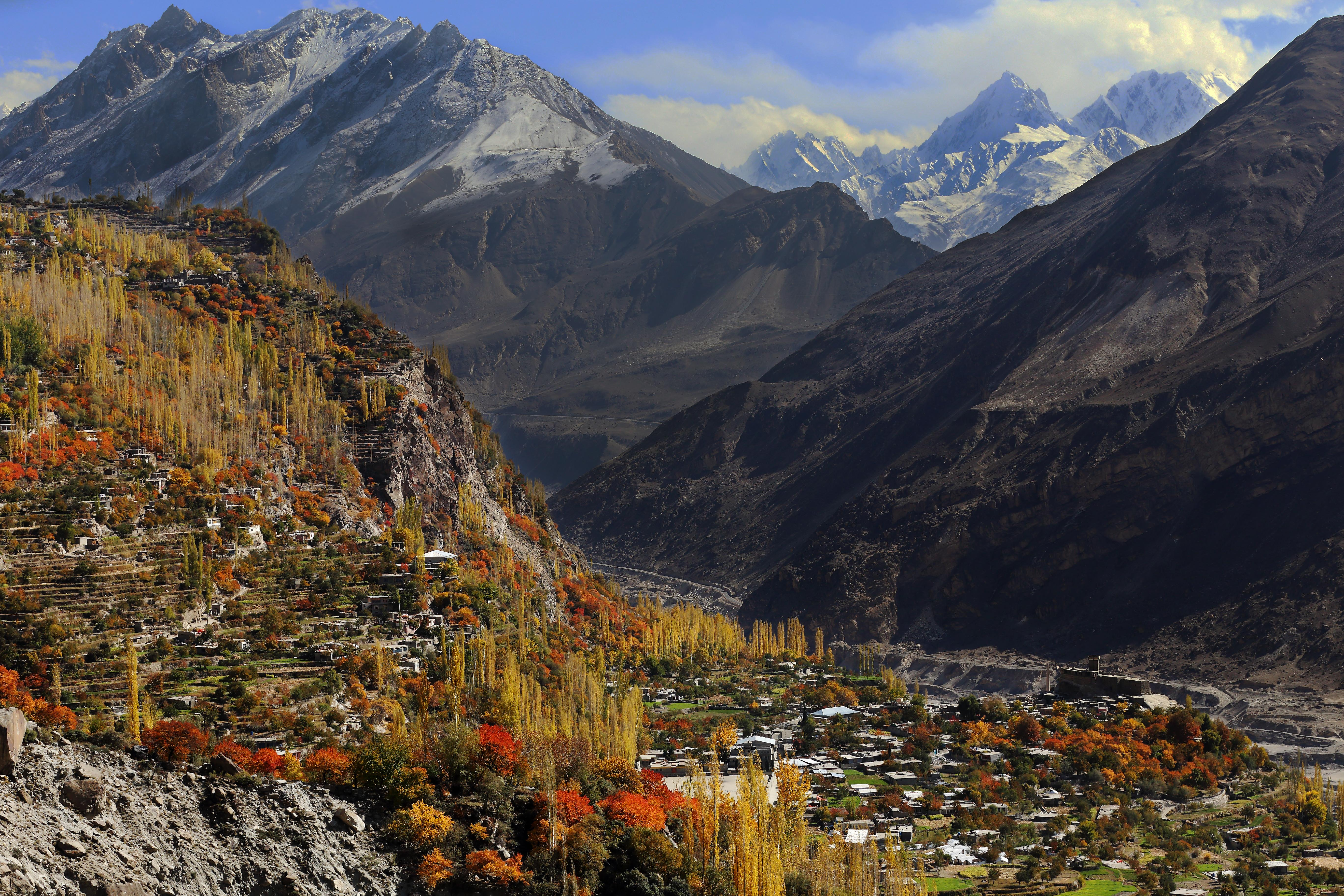
Vue de la vallée.

Le Hunza était un État princier bordant l'Ouïghourstan au nord-est et le Pamir au nord-ouest, jusqu'à sa dissolution en 1974, par Zulfikar Ali Bhutto. L'État princier de Hunza était entouré par la Gilgit Agency au sud et l'ancien État princier de Nagar à l'est. La capitale de l'État était la ville de Baltit (actuelle Karimabad) ; une autre localité ancienne est le village de Ganish. Hunza est une principauté indépendante pendant plus de 900 ans. Les Britanniques prennent militairement le contrôle de la Hunza et de la vallée voisine de Nagar entre 1889 et 1892. Le Mir/Tham (souverain) Mir Safdar Ali Khan fuit alors à Kachgar en Chine et demande l'asile.

### Premier Mir/Tham musulman
« La famille régnante de Hunza est appelée Ayeshe (céleste). Les deux États de Hunza et de Nagar n'en formaient autrefois qu'un, gouverné par une branche des Shahreis, la famille régnante du Gilgit, dont le siège du gouvernement était Nager. Le premier musulman est arrivé dans les vallées de Hunza-Nagar il y a environ 1 000 ans (à l'époque de l'imam Islām Shāh, le 30e imam musulman ismaélien). Après l'introduction de l'Islam à Gilgit, il épouse une fille de Trakhan de Gilgit, qui lui donne deux fils jumeaux, nommés Moghlot et Girkis.

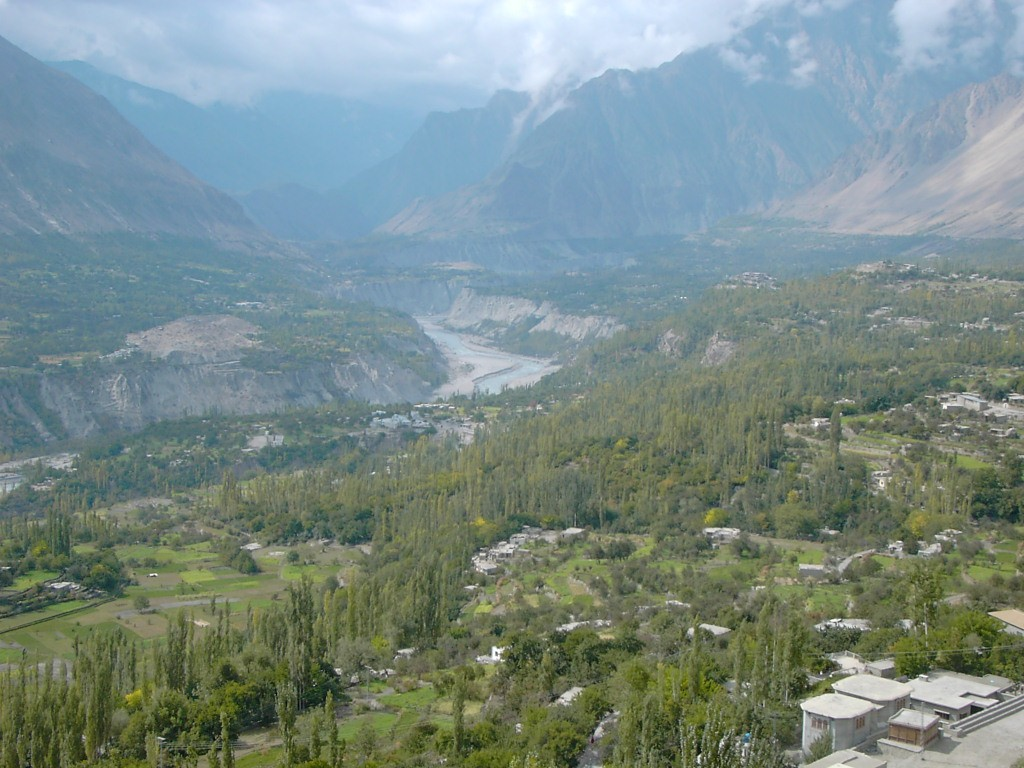
Vue de la vallée de la Hunza.

C'est de ce dernier que la famille régnante actuelle de Nager descend. Il est dit que les jumeaux ont montré de l'hostilité l'un envers l'autre dès la naissance. Leur père, incapable de régler la question de la succession, a donc décidé de partager son État entre eux, donnant à Girkis le territoire situé au nord-ouest, et à Moghlot le territoire situé au sud/est de la rivière. »

### Mir/Tham

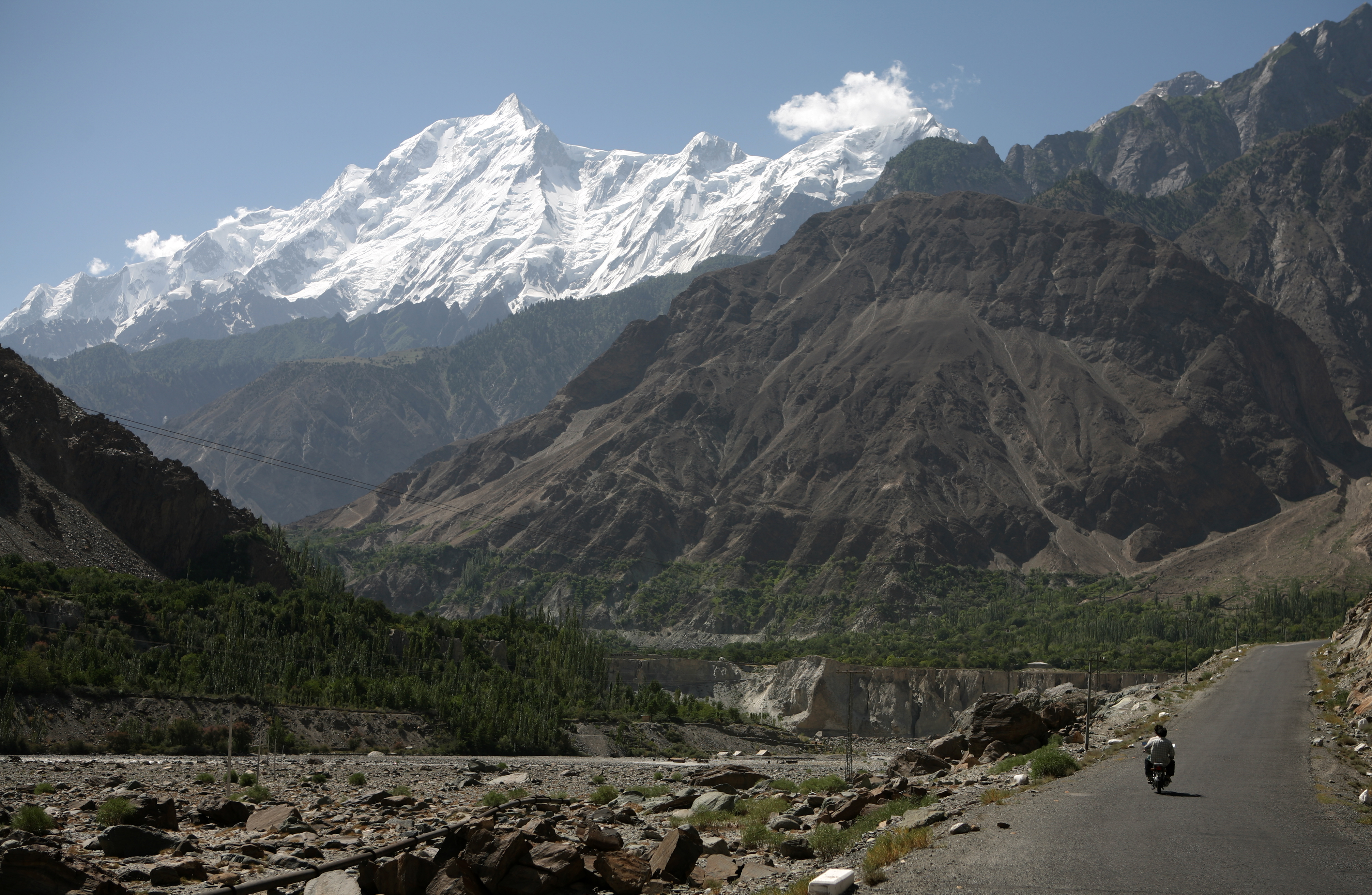
La vallée de la Hunza près de Chalt et la face ouest du Rakaposhi.

Le nom traditionnel du souverain ou prince du Hunza est Tham (ou Thom ou encore Thum), qui est aussi un salut respectueux utilisé par les peuples de Hunza et Nagar qui appartiennent au clan des Boorish. Les Shin utilisent le terme Yeshkun pour désigner les Boorish.

« Les Thams sont également qualifiés de Soori, un titre honorifique. Il semblerait qu'il s'agisse de l'équivalent [dans la symbolique] au Sri, un préfixe couramment utilisé par les princes hindoues en Inde, pour signifier leur honneur et prospérité. Les femmes des Thams portent le titre de ghenish qui est pratiquement identique au terme sanskrit originel de mère, et leurs enfants sont appelés les gushpoor. »

### Glissement de terrain de 2010
Le 4 janvier 2010, un glissement de terrain obstrue le cours de la rivière et donne naissance au lac Attabad, menaçant 15 000 personnes habitant en contrebas dans la vallée, il a également bloqué un tronçon de 27 km de la route du Karakorum.

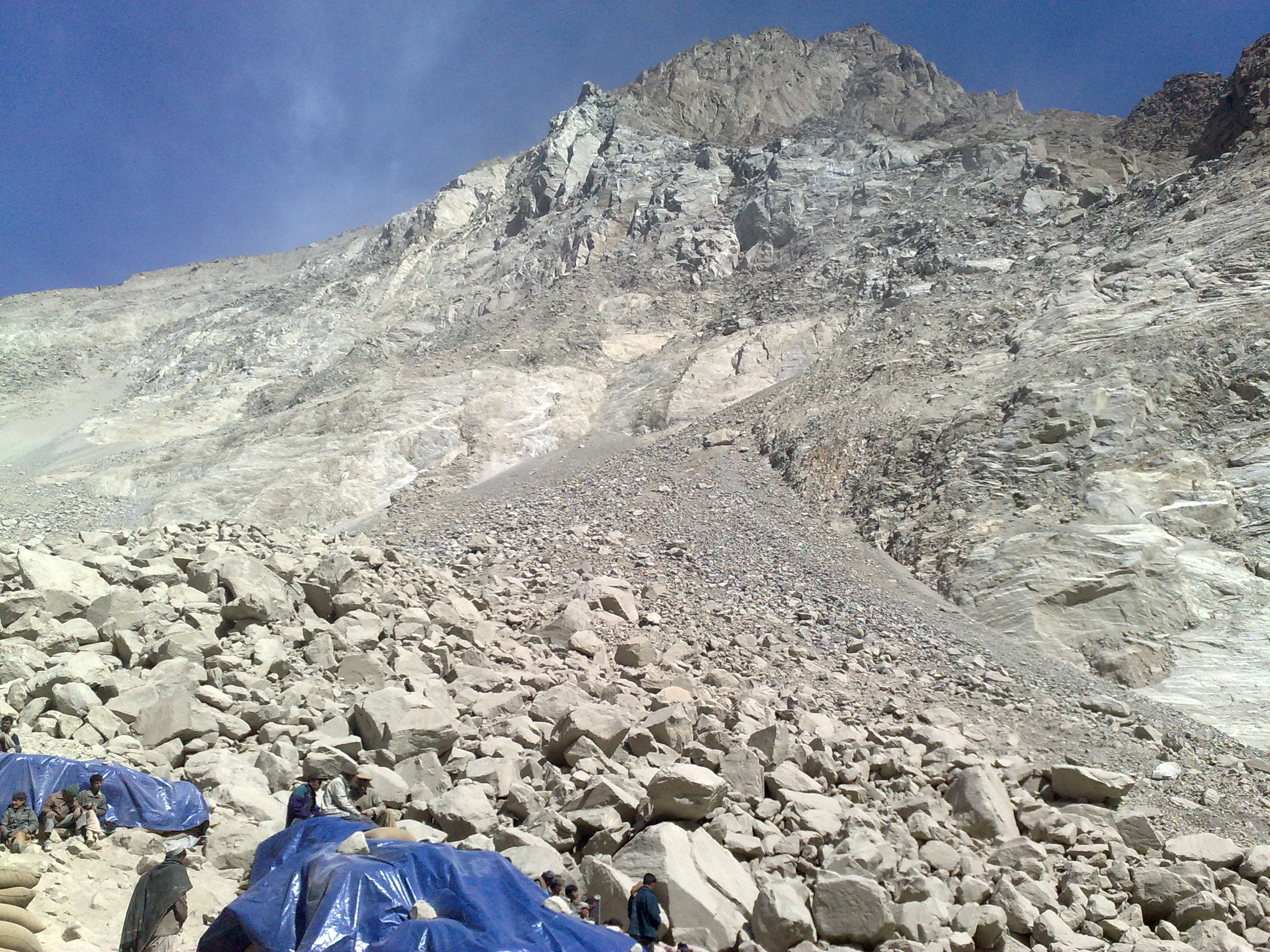
Vue du glissement de terrain de 2010.
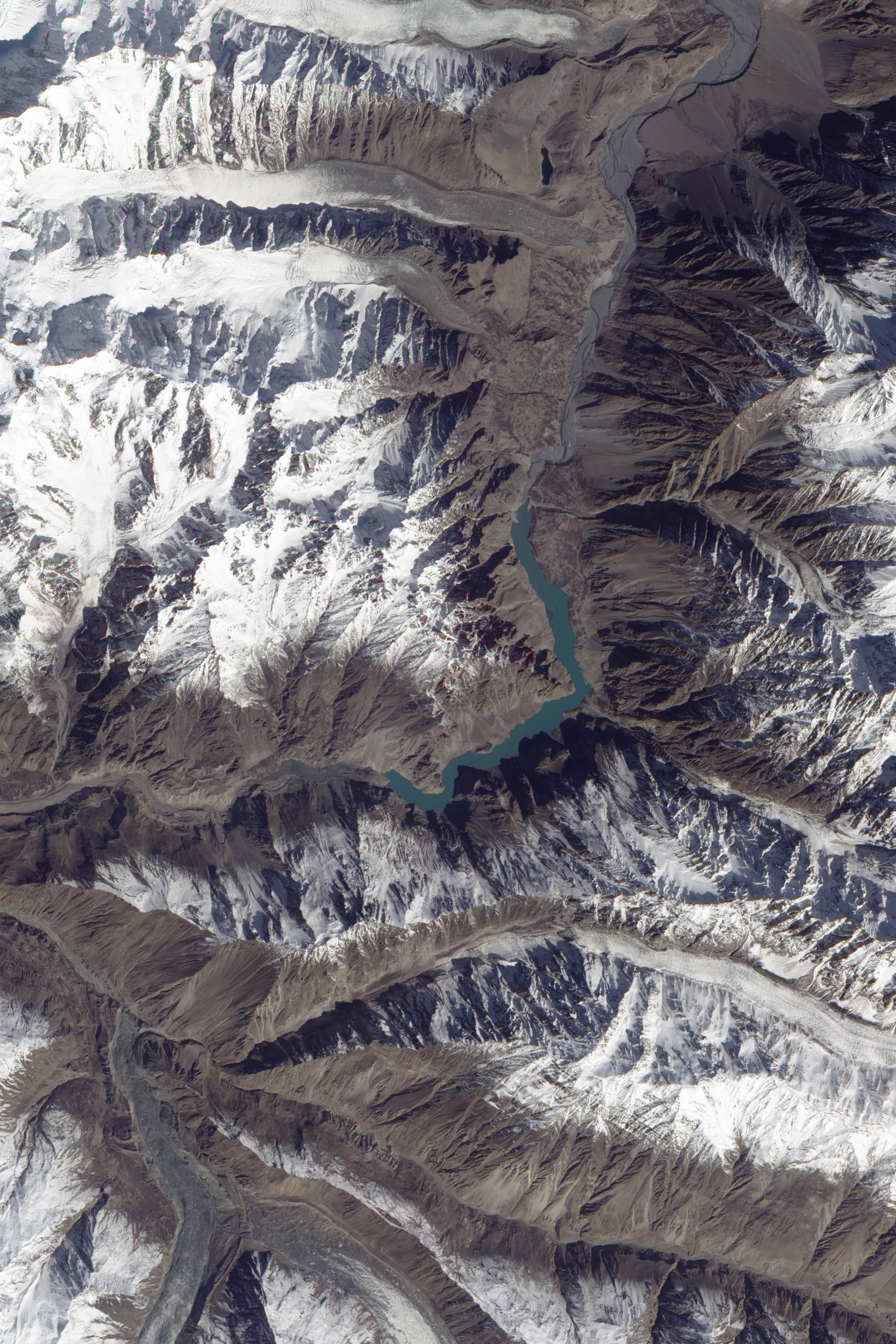
Le lac Attabad créé par un glissement de terrain dans la vallée le 4 janvier 2010.
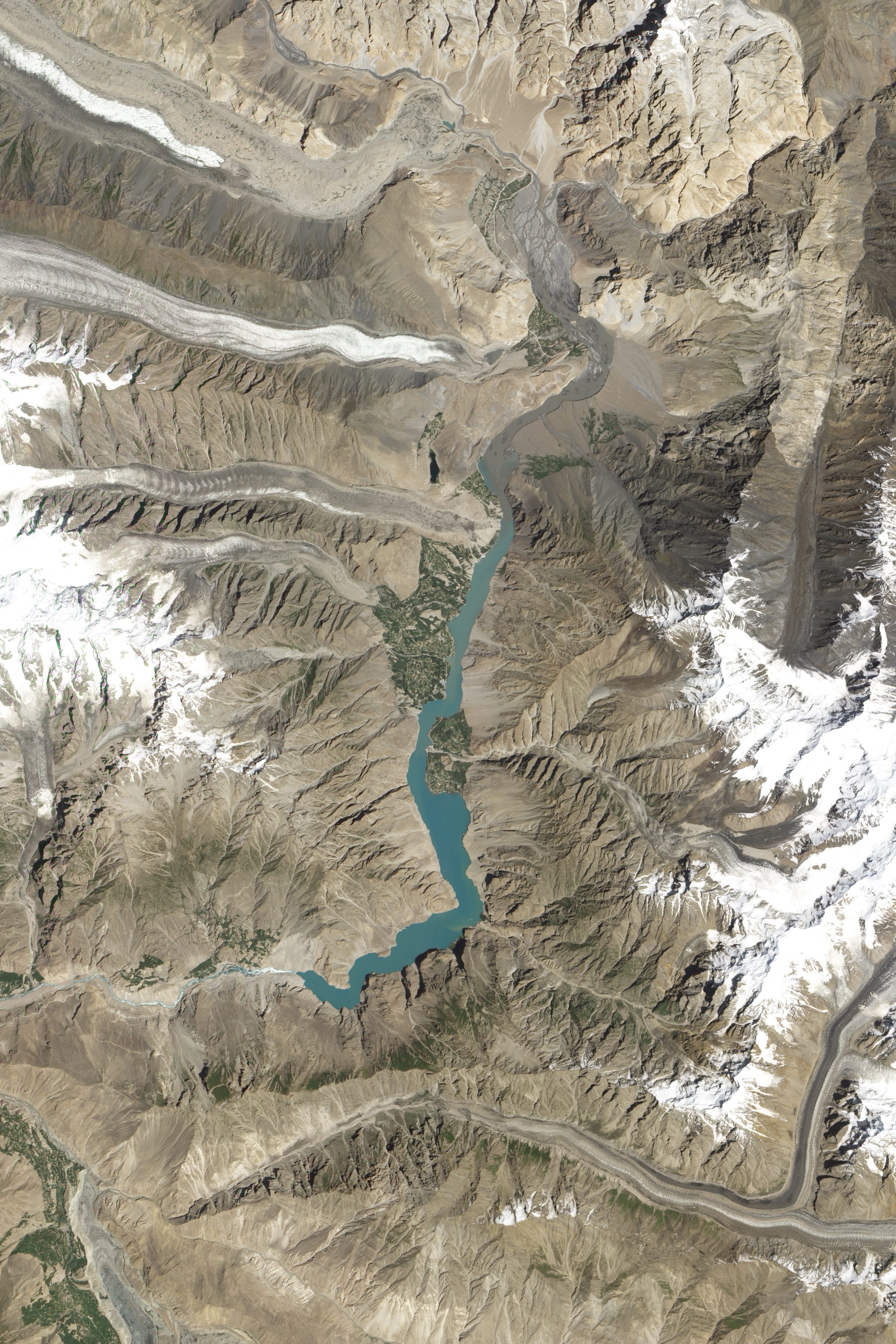
Le lac le 3 août 2011.

### Capitale des Hunzas
La première capitale de l'État princier de Hunza était autrefois Altit. Plus tard, elle est déplacée vers Baltit (aujourd'hui Karimabad). Jusqu'à la dissolution de l’État princier en 1974, Baltit sert de centre politique de Hunza. Aujourd'hui, Baltit est l'une des principales destinations touristiques de Hunza. Le centre économique a toutefois été légèrement déplacé vers Aliabad, qui abrite la plupart des infrastructures gouvernementales.

## Population

### Transport
La route du Karakorum traverse la vallée de la Hunza, reliant le Pakistan à la Chine par le col de Khunjerab, bien qu'elle soit bloquée par le lac Attabad au nord de la vallée. En remontant la vallée depuis le sud, l'ancien État princier de Hunza est sur la rive gauche et celui de Nagar sur la rive droite de la rivière Hunza. Un service de bus régulier opère entre Gilgit et la Hunza centrale (Ganish, Aliabad et Karimabad), mais aussi entre Gilgit et Sost Gojal. Des bureaux de la PTDC à Gilgit, Sost et Islamabad organisent des circuits touristiques et le transport des visiteurs. NATCO (Northern Area's Transport Co) propose des trajets en bus quotidiens entre Rawalpindi et Hunza.

### Habitants de la vallée

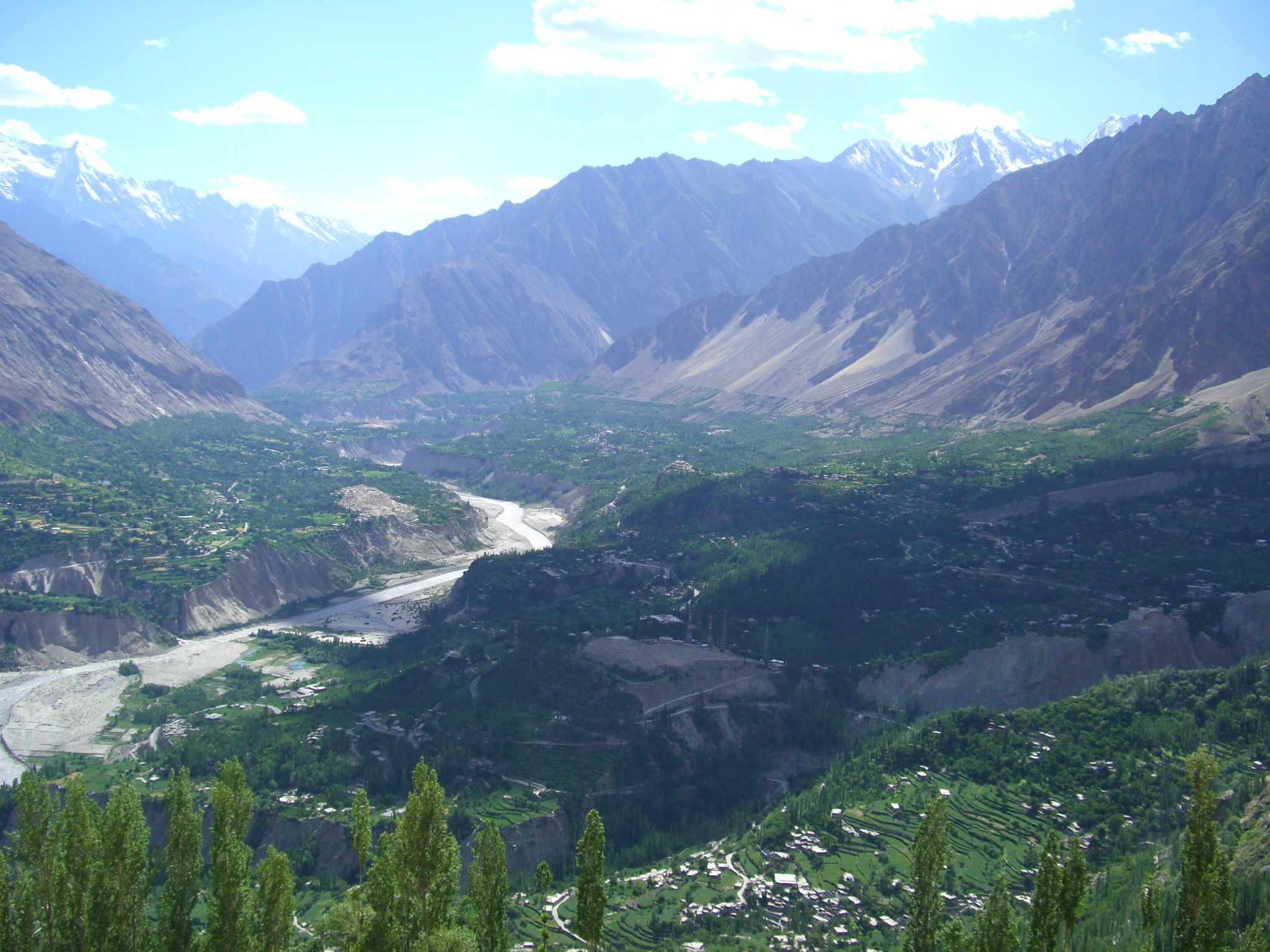
Vue de la vallée.

Les langues parlées dans la vallée sont le bouroushaski, le wakhi et le shina. Le taux d'alphabétisation dans la vallée de la Hunza est supérieur à 95 %. Pratiquement tous les enfants sont éduqués et vont à l'école jusqu'au lycée. Le mode de vie des habitants de Hunza est très simple et ils sont considérés comme très chaleureux et accueillants.
La plupart des habitants de Hunza sont ismaéliens, disciples du Prince Karim Aga Khan IV, alors qu'à Ganish plus de 65 % sont chiites.
La région de Hunza abrite principalement les membres de quatre ethnies :
- la Hunza inférieure — de Khizerabad à Nasirabad — est habitée principalement par des Shinaki, qui parlent le shina ;
- la Hunza centrale — de Murtazaabad à Attabad — est habitée principalement par des personnes parlant bouroushaski. Cependant, il existe une communauté pluriséculaire connue sous le nom de Domaki, elle se concentre dans un village situé à proximité immédiate de Baltit, appelé Mominabad ;
- la Hunza supérieure, connue sous le nom de Gojal — de Shiskat à Khunjerab — est habitée principalement par des personnes parlant wakhi et bouroushaki.

### Administration
Hunza–Nagar devient un nouveau district du Gilgit–Baltistan à partir de juillet 2009. Un siège supplémentaire à l'Assemblée législative du Gilgit–Baltistan pour le district a été proposé. Hunza devient officiellement un district indépendant le 26 juillet 2015.

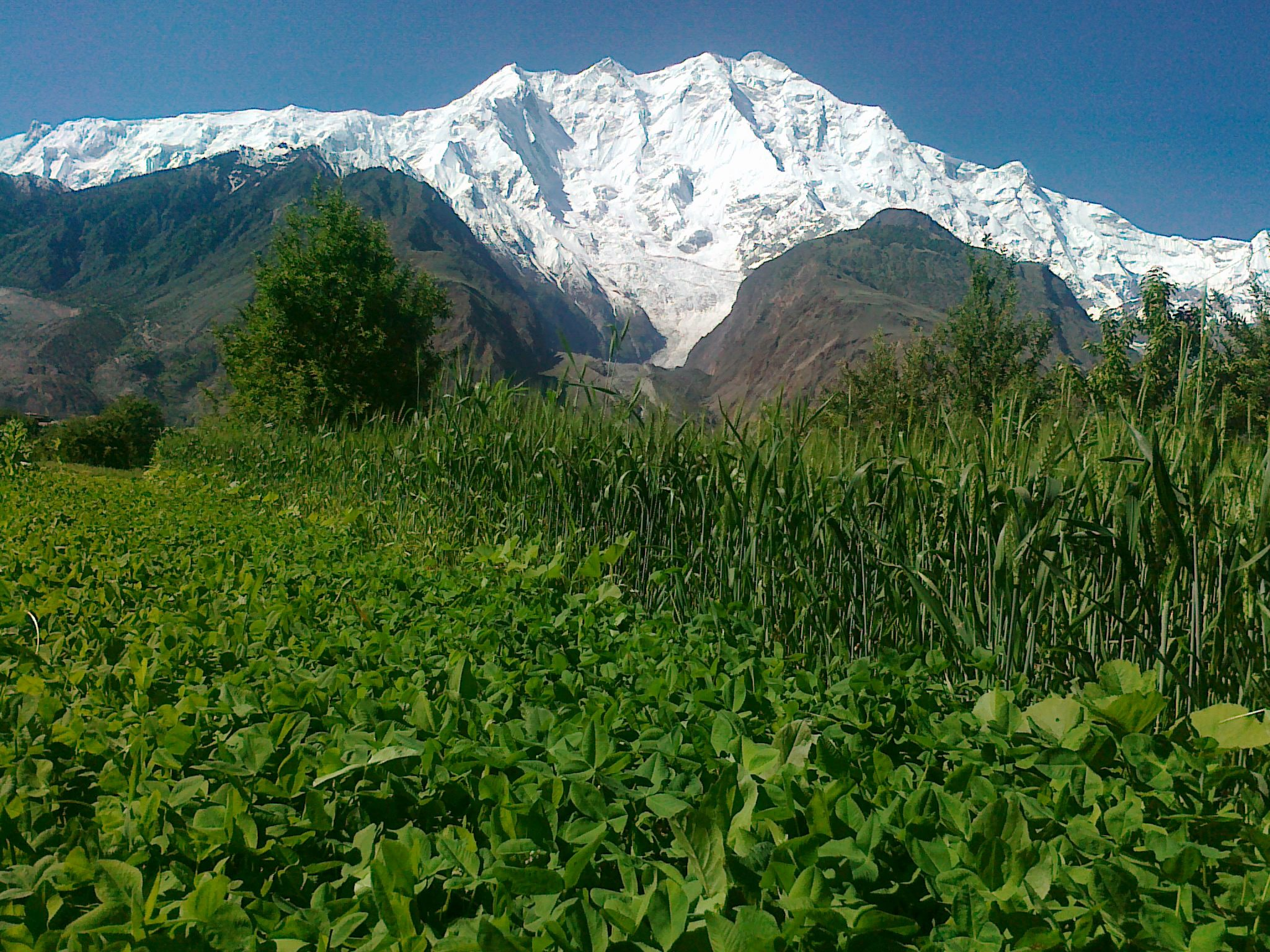
Vue du Rakaposhi depuis Nasirabad.
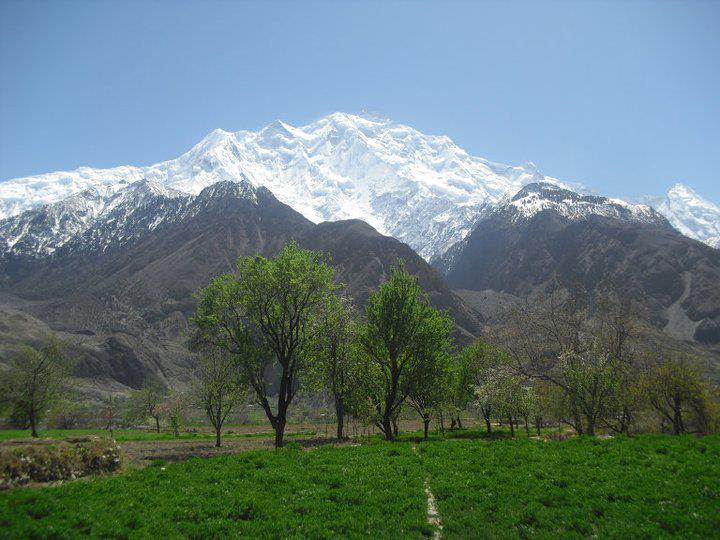
Vue du Rakaposhi depuis Nasirabad.
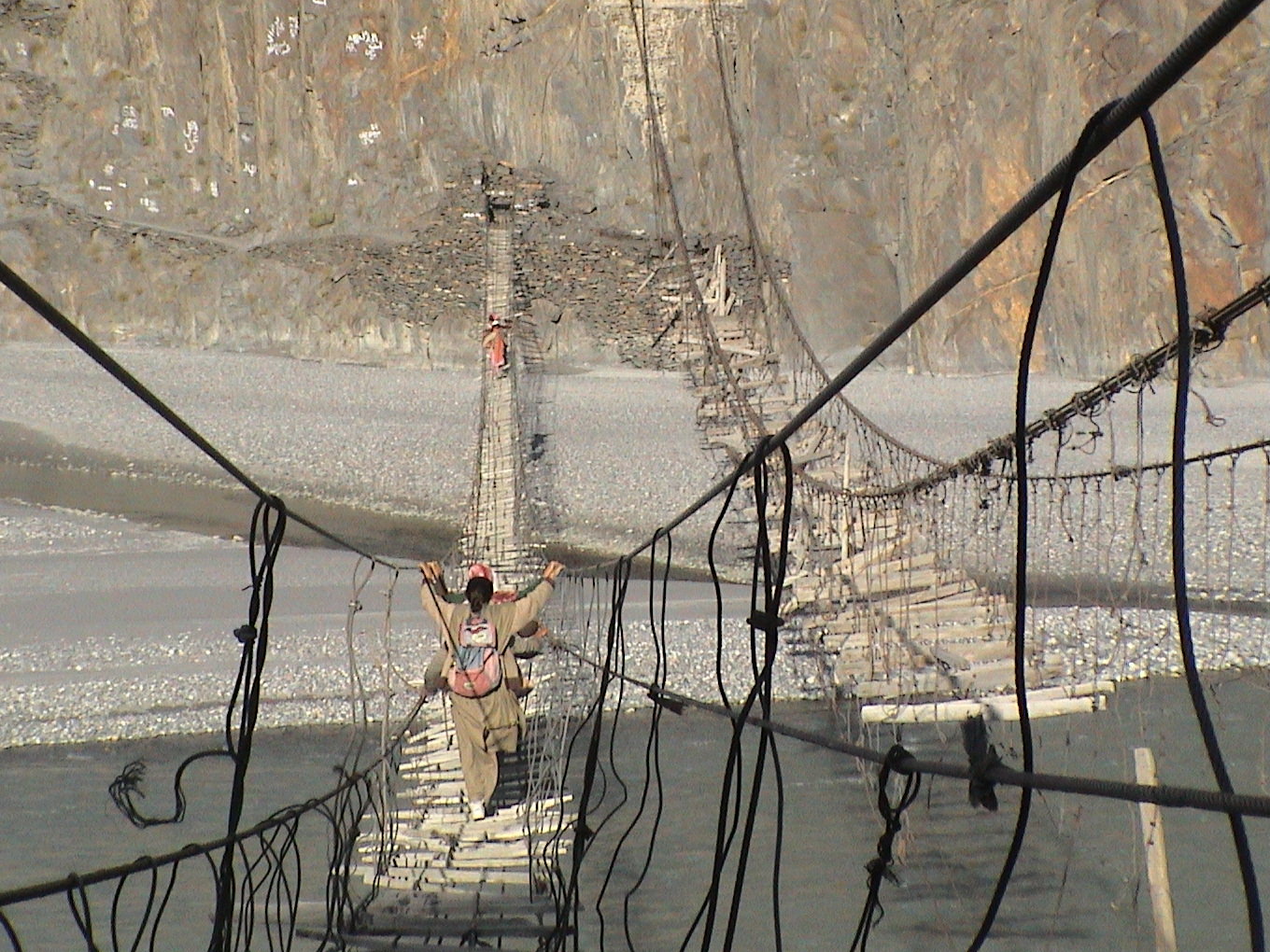
Femmes traversant la rivière Hunza, près de Passu.
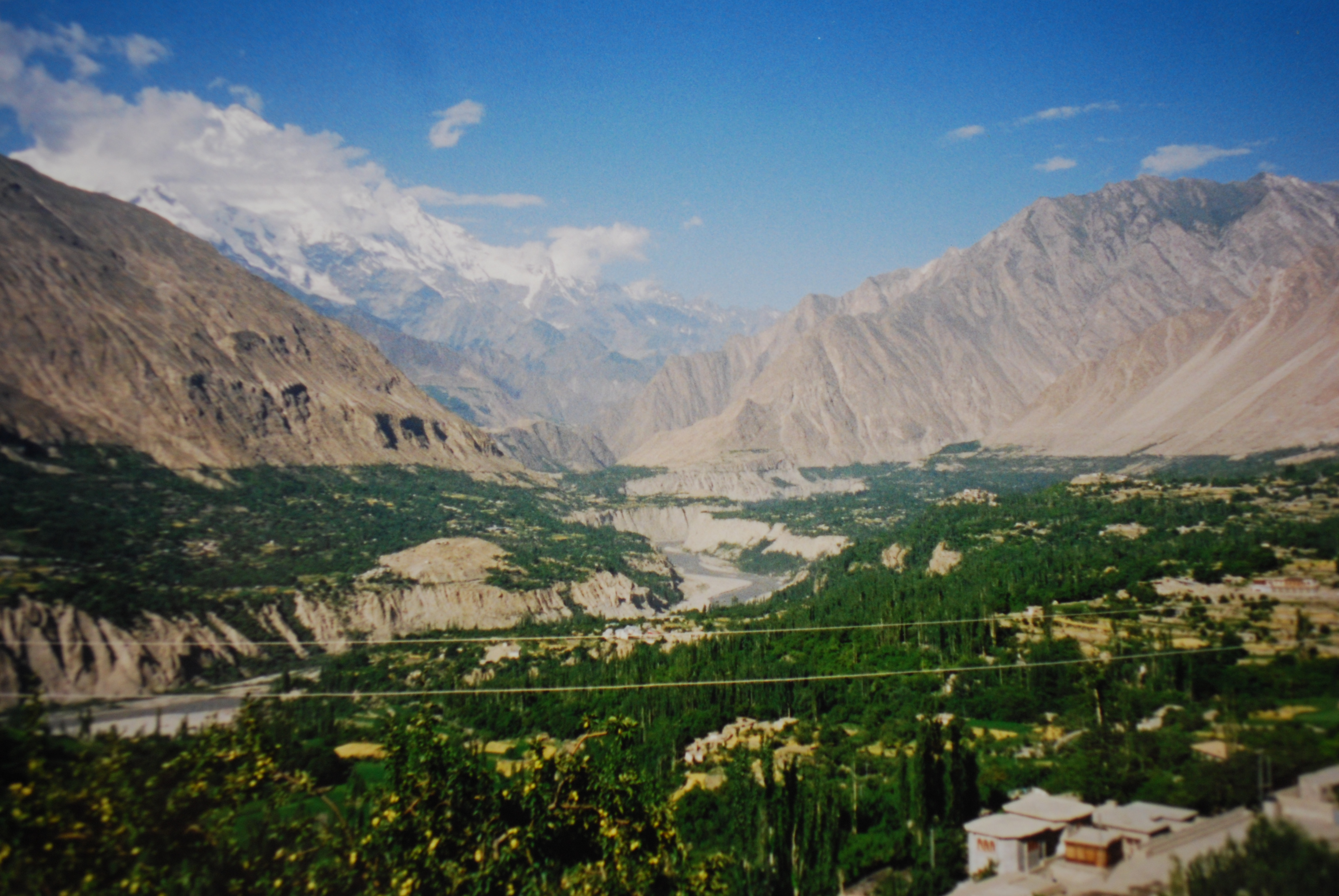
Vallée de la Hunza.
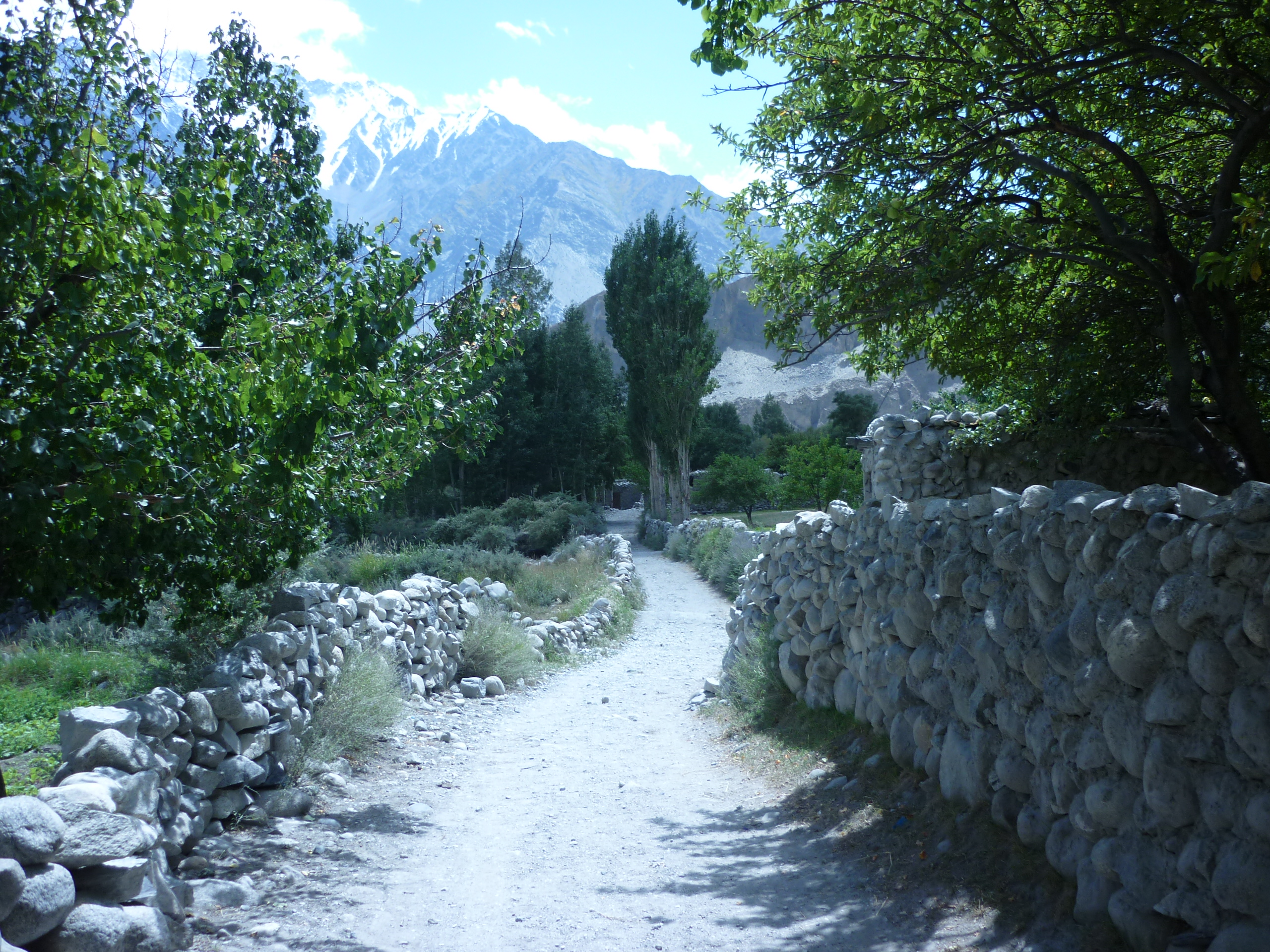
Passu Gojal, Hunza.

## Dans la culture
Cette vallée aurait été la source d'inspiration pour la vallée mythique du Shangri-La dans le roman de James Hilton de 1933 intitulé Lost Horizon.